# مديرية بيسني
مُديريَّة بيسني هي إحدى مُديريات محافظة أديامان في تركيا ومقرها بلدة بيسني. تبلغ مساحتها 1,235 كم² وبلغ عدد سكانها 77,207 نسمة في عام 2021.

## التركيبة
تتكون المديرية من 67 قرية و6 بلدات هم بيسني وجاقيرهيوك وكسمتبه وكوسه جلي وشامبيادي وسوارلي.